# Grand Prix Argentyny 1975
Grand Prix Argentyny 1975 (oryg. Gran Premio de la Republica Argentina) – pierwsza runda Mistrzostw Świata Formuły 1 w sezonie 1975, która odbyła się 12 stycznia 1975, po raz 11. na torze Autódromo Oscar Alfredo Gálvez.
12. Grand Prix Argentyny, 11. zaliczane do Mistrzostw Świata Formuły 1.

## Wyniki

### Kwalifikacje
- Pole position: Jean-Pierre Jarier – 1:49.21

### Wyścig
| Poz. | Nr. | Kierowca           | Konstruktor     | Okrążeń | Czas/powód NU      | Poz. start. | Punktów |
| ---- | --- | ------------------ | --------------- | ------- | ------------------ | ----------- | ------- |
| 1    | 1   | Emerson Fittipaldi | McLaren-Ford    | 53      | 1:39:26.29         | 5           | 9       |
| 2    | 24  | James Hunt         | Hesketh-Ford    | 53      | + 5.91             | 6           | 6       |
| 3    | 7   | Carlos Reutemann   | Brabham-Ford    | 53      | + 17.06            | 3           | 4       |
| 4    | 11  | Clay Regazzoni     | Ferrari         | 53      | + 35.79            | 7           | 3       |
| 5    | 4   | Patrick Depailler  | Tyrrell-Ford    | 53      | + 54.25            | 8           | 2       |
| 6    | 12  | Niki Lauda         | Ferrari         | 53      | + 1:19.65          | 4           | 1       |
| 7    | 28  | Mark Donohue       | Penske-Ford     | 52      | + 1 okrążenie      | 16          |         |
| 8    | 6   | Jacky Ickx         | Lotus-Ford      | 52      | + 1 okrążenie      | 18          |         |
| 9    | 9   | Vittorio Brambilla | March-Ford      | 52      | + 1 okrążenie      | 12          |         |
| 10   | 22  | Graham Hill        | Lola-Ford       | 52      | + 1 okrążenie      | 21          |         |
| 11   | 3   | Jody Scheckter     | Tyrrell-Ford    | 52      | + 1 okrążenie      | 9           |         |
| 12   | 16  | Tom Pryce          | Shadow-Ford     | 51      | Przen napędu       | 14          |         |
| 13   | 23  | Rolf Stommelen     | Lola-Ford       | 51      | + 2 okrążenia      | 19          |         |
| 14   | 2   | Jochen Mass        | McLaren-Ford    | 50      | + 3 okrążenia      | 13          |         |
| NU   | 8   | Carlos Pace        | Brabham-Ford    | 46      | Silnik             | 2           |         |
| NS   | 20  | Arturo Merzario    | Williams-Ford   | 44      | Nie sklasyfikowany | 20          |         |
| NU   | 27  | Mario Andretti     | Parnelli-Ford   | 27      | Przen napędu       | 10          |         |
| NU   | 14  | Mike Wilds         | BRM             | 24      | Silnik             | 22          |         |
| NU   | 5   | Ronnie Peterson    | Lotus-Ford      | 15      | Silnik             | 11          |         |
| NU   | 21  | Jacques Laffite    | Williams-Ford   | 15      | Skrz. biegów       | 17          |         |
| NU   | 30  | Wilson Fittipaldi  | Fittipaldi-Ford | 12      | Wypadek            | 23          |         |
| DK   | 18  | John Watson        | Surtees-Ford    | 6       | Dyskwalifikacja    | 15          |         |
| NW   | 17  | Jean-Pierre Jarier | Shadow-Ford     | 0       | Przen napędu       | 1           |         |

### Najszybsze okrążenie
- James Hunt – 1:50.91 na okrążeniu 34